# Orbán Tibor
Orbán Tibor (sz. Kindl, Budapest, 1943. január 1. – Budapest, 1983. május 3.) magyar színész, rendező.

## Élete
Újlipótvárosban nőtt fel. A gimnázium elvégzése (1961) után a Színház- és Filmművészeti Főiskolán tanult tovább (ekkortól használta az Orbán nevet). 1965-ben színészként végzett (tanára Szinetár Miklós volt), majd Nádasdy Kálmán osztályában a színházrendezői diplomát is megszerezte (1968). Főiskolásként már kapott kisebb színpadi szerepeket a Nemzetiben és a Tháliában. Utolsó főiskolás évében a szolnoki Szigligeti Színházhoz szerződött mint színész, majd 1969-től – már rendezőként – a pécsi Nemzeti, a kecskeméti Katona József, a miskolci Nemzeti, a veszprémi Petőfi, az egri Gárdonyi Géza és a békéscsabai Jókai Színház következett. 1981-ben visszatért Szolnokra. 1976-tól egyik alapítója, főrendezője és művészeti vezetője volt a Szegedi Városi Televíziónak, ahol kezdetben műsort is vezetett. Néhány rádióműsor rendezése ugyancsak a nevéhez fűződik. Felesége az utolsó években Bartal Zsuzsa színésznő volt, akivel a Tündérlaki lányok veszprémi rendezése során ismerkedtek meg 1981-ben.
Negyvenéves korában öngyilkos lett, s ezzel egy szépen ívelő színészi–rendezői pálya tört derékba. Sírja a Farkasréti temetőben van (60/4-4-3).

## Színházi szerepei
- Örkény: Tóték .... Őrnagy
- Bornemissza: Magyar Elektra .... A mester
- Brecht: Állítsátok meg Arturo Uit .... Clark
- Giraudoux: Judit .... Őr
- Goethe: Clavigo .... Carlos
- Marlowe–Brecht–Feuchtwanger: II. Edward .... Kent (rendező is)
- Shakespeare: Hamlet .... Rosenkrantz
- Németh L.: Cseresnyés .... Völgyi Rudolf
- Hašek: Švejk a hátországban .... Katz lelkész (rendező is)
- Brecht: Kurázsi mama .... Tábori pap
- Cherubini: Médeia ....  Iaszón
- Albee: Az amerikai álom .... Papi/Apuci

## Színházi rendezései
- Görgey Gábor: Délutáni tea
- G. B. Shaw: Androcles és az oroszlán
- Heltai Jenő: A néma levente (diplomamunka)
- Marlowe–Brecht–Feuchtwanger: II. Edward
- Jelenkor (kamaraszínházi irodalmi est, Pécs, 1969)
- P. Shaffer: Black Comedy / Játék a sötétben
- J. Hašek: Švejk a hátországban (kecskeméti bemutató; színész is)
- Raffai Sarolta: Utolsó tét (kecskeméti bemutató)
- J. Anouilh: Ornifle vagy a buborék
- J. Abramow: Senki többet harmadszor
- T. Williams: 27 fuvar gyapot
- Dallos Szilvia: Akvárium
- K. Choiński: ...távollétében
- M. Pagnol: A pék felesége
- Bárány Tamás: Város esti fényben
- Tóth-Máthé Miklós: Két nap az akácosban
- Heltai Jenő: Tündérlaki lányok
- Ödön von Horváth: Férfiakat Szelistyének
- E. Wolff: Papírvirágok

## Filmszerepei
- Sodrásban (filmdráma, 1964)
- Szerelmes biciklisták (romantikus kalandfilm, 1965) – Szekér András (főszerep)
- Antigoné (filmdráma, 1965)
- Levelek Margitnak (tévéfilm, 1968)
- Fiúk a térről (1968)
- Fényes szelek (1969) – paptanár
- Sirokkó (1969) – szerb anarchista
- Égi bárány (1971)
- Rózsa Sándor (tv-sorozat, 1971)
- Még kér a nép (filmdráma, 1972) – Pongrácz András, szocialista
- Szerelem jutányos áron (1972)
- Harmadik nekifutás (1973) – Stolpa, párttitkár
- Szeptember végén (1973)
- Életem, Zsóka! (1975) – Rácz
- Hatásvadászok (1983)

## Filmrendezései
- Kargala ’77 (a Szegedi Körzeti Stúdió dokumentumfilmje, 1977)
- Parasztlevelek (a Szegedi Körzeti Stúdió dokumentumfilmje, 1978)
- Bájolók, boszorkányok (a Szegedi Körzeti Stúdió dokumentumfilmje, 1980)